# O2 Arena (Praga)
O2 Arena (fostă Sazka Arena, stilizată ca O2 arena) este o arenă multifuncțională, situată în Praga, Cehia. Este locul unde joacă meciurile de pe teren propriu echipa de hochei pe gheață HC Sparta Praga din Extraliga cehă și este a doua arenă de hochei pe gheață ca mărime din Europa.
A găzduit evenimente sportive importante, cum ar fi cele două Campionate Mondiale de hochei pe gheață (2004 și 2015), prima ediție a prestigioasei Cupei Laver la tenis, Campionatele Europene de atletism în sală din 2015, Final Four-ul Euroligii din 2006, Campionatul Mondial de Floorball, finala Cupei Davis, precum și o serie de meciuri din NHL și KHL, inclusiv o finală a Cupei Gagarin din 2014. De asemenea, poate găzdui spectacole de teatru, precum concerte și alte evenimente de amploare.